# Kanton Chatou
Kanton Chatou is een kanton van het Franse departement Yvelines. Het kanton maakt deel uit van het arrondissement Saint-Germain-en-Laye. Het heeft een oppervlakte van 21.50 km² en telt 77.641 inwoners in 2018, dat is een dichtheid van 3611 inwoners/km².

## Gemeenten
Het kanton Chatou omvatte tot 2014 de volgende gemeenten:
- Chatou (hoofdplaats)
- Croissy-sur-Seine

Door de herindeling van de kantons bij decreet van 21 februari 2014 met uitwerking op 22 maart 2015 werd het kanton uitgebreid met volgende 3 gemeenten :
- Marly-le-Roi
- Le Port-Marly
- Le Vésinet